# Thomas William Evans
Thomas William Evans, první baronet (15. dubna 1821 – 1892) byl anglický liberální politik, který reprezentoval volební obvod Jižní Derbyshire.
Byl synem Williama Evanse z derbského Allestree, jenž byl poslancem a vysokým šerifem, a jeho ženy Mary Gisbornové, nejstarší dcery Thomase Johna Gisborna z Holme Hall. Evansova rodina vydělala na dolech na olověnou rudu v Bonsall, kromě toho měla i pilu na rozřezávání a válcování železa v Derby, přádelnu v Darley Abbey a banku, vedenou Evansovým strýcem.
Evans vystudoval cambridgeskou Trinity College. Jeho otec zemřel roku 1856 a zanechal mu majetky včetně Pickfordova domu v Derby.
O rok později se Thomas William Evans stal poslancem za Jižní Derbyshire a tuto pozici udržel až do roku 1868. Znovu se na tomto postu objevil v letech 1874 až 1885. Byl místním filantropem, zodpovědným za stavbu školy v Parwichi (1861) a rekonstrukci Parwichského kostela (1873). Vedl také Evansovu banku, až do jejího sloučení s Compton’s Bank v roce 1877.
Roku 1872 byl vysokým šerifem Derbyshiru, baronetem Allestree Hall se stal 18. července 1887. Kromě Allestree Hall vlastnil panství v Holbrooku, Parwich Hall a dům v Derby.
Po Evansově smrti jeho baronetství vymřelo.